# Sam Colson
Sam Colson (eigentlich Samuel Linn Colson; * 24. März 1951 in Beloit, Kansas) ist ein ehemaliger US-amerikanischer Speerwerfer.
1975 siegte er bei den Panamerikanischen Spielen in Mexiko-Stadt, und 1976 kam er bei den Olympischen Spielen in Montreal auf den fünften Platz.
1974 wurde er US-Meister und 1973 für die University of Kansas startend NCAA-Meister. Seine persönliche Bestleistung von 88,65 m stellte er am 24. März 1973 in Tuscaloosa auf.